# Birgit Jüngst
Birgit Jüngst-Dauber (* 1. September 1967 in Hatzfeld/Eder als Birgit Jüngst) ist eine deutsche Mountainbikerin und Triathletin.

## Karriere
Jüngst-Dauber war die erste deutsche Mountainbikerin, die eine Medaille in einer internationalen Meisterschaft im Mountainbiking der Frauen holen konnte: Sie errang die Goldmedaille 2003 bei den Europameisterschaften in Graz (Österreich) im Mountainbike-Marathon. 2005 holte sie bei den Europameisterschaften in Deutschland die Silbermedaille. Kurz darauf sagte sie die anstehende Weltmeisterschaft 2005 wegen einer Schwangerschaft ab. Außerdem gewann sie in ihrer Karriere alle bedeutenden Langstreckenrennen der Welt, u. a. auch die Transalp Challenge.
Nach der Familiengründung erzielte sie auch im Triathlon und Duathlon internationale Erfolge: Sie wurde 2010, 2019 und 2021 Crosstriathlon-Europameisterin und 2021 Crossduathlon Europameisterin, außerdem
Europameisterin IRONMAN 70.3 (Gewinnerin des Ironman 70.3 Germany in der Altersklasse) 2011 Europameisterin im Crosstriathlon, und mehrfache Deutsche Meisterin im Crosstriathlon.
Jüngst-Dauber ist verheiratet und hat zwei Söhne.

## Erfolge

### Mountainbike
- Europameisterin Marathon Elite
- Vizeeuropameisterin Marathon Elite
- Platz 4 Weltmeisterschaft Marathon Elite
- 2× Weltcup-Gesamtwertung Platz 2 Elite
- Gesamtsieg Eurobike Extremes Elite
- Gesamtsieg Transalp Challenge Elite
- 4× Gesamtsieg Deutsche Marathon Trophy Elite

### Triathlon
- Europameisterin Crosstriathlon ETU Italien 2021
- Europameisterin Crossduathlon ETU Italien 2021
- Deutsche Meisterin Crosstriathlon 2021
- Europameisterin Crosstriathlon XTerra 2019
- Europameisterin Ironman 70.3 (2010)
- Europameisterin Crosstriathlon (2011)
- Deutsche Meisterin (mehrfach)